# Шпекбаев, Алик Жаткамбаевич
Алик Жаткамбаевич Шпекбаев (род. 4 июля 1957 года) — председатель Агентства Республики Казахстан по делам государственной службы и противодействию коррупции. (11.12.2017-13.06.2019; 13.06.2019-16.04.2021)

## Биография
Родился в поселке Красный Восток (ныне Акжар) Каскеленского района Алма-Атинской области.
В 1978 году работал слесарем-сантехником.
В 1980 году окончил Чимкентскую среднюю специальную школу МВД СССР. В 1980—1984 годах работал начальником отряда, а также на других должностях в органах внутренних дел Алма-Атинской области. В 1987 году окончил Карагандинскую высшую школу МВД СССР. В 1991—1992 годах обучался в Академии МВД РФ.
С 1980 по 2000 г. проходил службу в органах внутренних дел Алма-Атинской области Казахстана. Дослужился до начальника УВД Алма-Атинской области.
С 2003 по 2008 год вице-министр внутренних дел РК.
В 2008—2014 годах заведующий отделом правоохранительной системы Администрации Президента Республики Казахстан.
С 2014 по 2017 год служба в Национальном бюро по противодействию коррупции РК.
11 декабря 2017 года назначен председателем Агентства Республики Казахстан по делам государственной службы и противодействию коррупции.
13 июня 2019 года назначен председателем Агентства Республики Казахстан по  противодействию коррупции..
16 апреля 2021 года освобождён от должности председателя Агентства Республики Казахстан по противодействию коррупции.